# أماكن وقوف السيارات الخاصة بالنساء

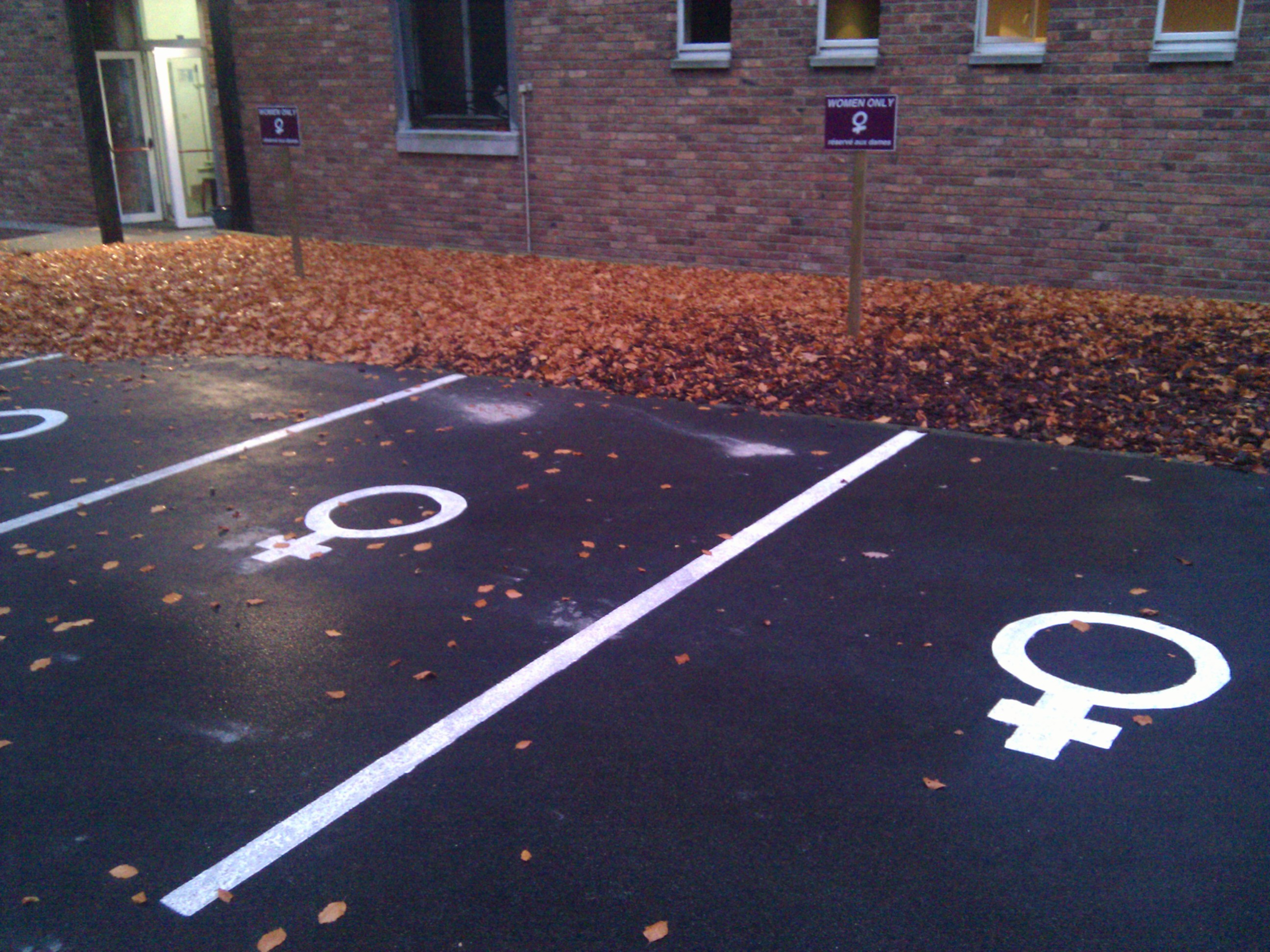

أماكن وقوف السيارات الخاصة بالنساء، أماكن محددة ومخصصة لمواقف سيارات النساء في مرائب وقوف السيارات والمواقف الخاصة بالنساء. وهي عادة تكون قريبة من المخارج لزيادة سلامة النساء، ولتسهيل عملية الوقوف، أو لتسهيل المشي لأماكن التسوق أو أماكن العمل.
وقد صممت أماكن وقوف السيارات النسائية أصلاً في عام 1990 في ألمانيا لسلامة المرأة وللحد من خطر الاعتداء الجنسي. وقد ورد هذا النص لأن المرأة شعرت في خطر في مرائب وقوف السيارات يرجع ذلك إلى حقيقة أن ليس فقط كانت مرائب وقوف السيارات مظلمة جداً، لكنها كانت أيضا عادة مهجورة. وبعد ألمانيا، تبنت أماكن مثل كوريا والصين أيضاً هذه السياسة. وسرعان ما أصبح قانوناً في بعض مناطق ألمانيا يقضي بأن يكون ما لا يقل عن 30% من أماكن وقوف السيارات للنساء. ووفقاً لإحصاءات مكتب العدل، أظهرت دراسة أن 7.3% من جرائم العنف وقعت في مواقف السيارات.
وبغية جعل النساء يشعرن بالأمان، وفرت الشركات مزيداً من الإضاءة في مرآبهن، وأضيفت نظم المراقبة، وأدرجت أماكن وقوف السيارات بالقرب من المخارج واعتبرتها مواقف للسيارات فقط للنساء أو «أماكن للركاب». وبمرور الوقت، بدأت أماكن وقوف السيارات هذه تصبغ باللون الوردي الساطع من أجل تصوير أنها كانت أنثى فقط. وكانت هذه البقع أيضاً مرتدية لافتة تقول «أنثى فقط». ووسعت بعض المرافق مثل مراكز التسوق والمطارات أماكن وقوف السيارات النسائية لجعل المناورة داخل وخارج مواقف السيارات أكثر ملائمة.